# 君珀
君珀（英語：Kennedy Park at Central），位於香港中西區中半山堅尼地道4號（近香港公園），為長江實業旗下的單幢式住宅，與同集團另一個位於九龍的樓盤君柏名稱非常相似。樓宇共26層（不設4、13、14及24樓），共提供50個1,483至2,905平方呎的單位，2014年中入伙。 物業每個單位都設有私家電梯大堂，停車場設有59個住客車位，每戶車位平均多於1個。

## 外部連結
- 官方网站